# (216757) Vasari
(216757) Vasari est un astéroïde de la ceinture principale.

## Description
(216757) Vasari est un astéroïde de la ceinture principale. Il fut découvert le 13 septembre 2005 à Vallemare Borbona par Vincenzo Silvano Casulli. Il présente une orbite caractérisée par un demi-grand axe de 3,12 UA, une excentricité de 0,09 et une inclinaison de 10,7° par rapport à l'écliptique.